# Calyptranthes tussaceana
Calyptranthes tussaceana är en myrtenväxtart som beskrevs av Otto Karl Berg. Calyptranthes tussaceana ingår i släktet Calyptranthes och familjen myrtenväxter.
Artens utbredningsområde är Jamaica. Inga underarter finns listade i Catalogue of Life.